# Salmo 77
El salmo 77  es, según la numeración hebrea, el  septuagésimo séptimo salmo del Libro de los salmos de la Biblia. Corresponde al salmo 76 según la numeración de la Biblia Septuaginta griega, empleada también en la Vulgata latina. Por este motivo, recogiendo la doble numeración, a este salmo también se le refiere como el salmo 77 (76).

## Texto
- Textos de la fuente principal: Masorético , Septuaginta y Rollos del Mar Muerto .[3]
- Este salmo consta de 21 versículos.[4]
- En la versión de la Nueva Traducción de la Sociedad Bíblica de Indonesia , este salmo se titula "Las obras de Dios en el pasado".[5]

## Contenido
El salmo comienza con un grito de angustia: el salmista ha estado experimentando profundas dificultades y sus gritos a Dios parecen haber sido ignorados; sólo sus recuerdos del pasado parecen traer algo que se parezca siquiera a la alegría. Sin embargo, el salmista luego recuerda la integridad de Dios y se da cuenta de que el fracaso de sus esperanzas es el resultado de expectativas equivocadas de las acciones de Dios, en lugar de que Dios no actúe. Al recordar las acciones de Dios en el pasado y su gobierno incluso sobre el mundo natural, concluye alabando al "Dios que hace milagros" (versículo 14).

## La Lamentación (versículos 2-10)

### Contenido
La primera parte, La Lamentación, trata sobre un pensador piadoso desesperado: cuanto más se sumerge en YHWH y recuerda las maravillosas historias antiguas, más se desespera ante la situación actual.

### Esquema
La primera parte se puede desglosar de la siguiente manera: 
1. Versículos 2f y 4-7: Descripción de la denuncia.[10]
2. Versículos 8-10: Ejecución: Expresar los pensamientos.[11]

## El himno (versículos 11-21)

### Contenido
El salmista rechaza la idea de que la ley de YHWH pueda haber sido cambiada. Los milagros de YHWH se describen con la ayuda de elementos mitológicos (lluvia torrencial, terremoto, etc.).

### Esquema
La segunda parte podría estructurarse de la siguiente manera: 
1. Versículo 11: El pensamiento de la inmutabilidad del derecho de Dios .[14]
2. Versículo 12f: recordar tiempos prehistóricos como consuelo.[15]
3. Versículos 14-16: Revelación de YHWH ante todos los pueblos, que salvaría a su pueblo.[16]
4. Versículos 17-20: el milagro de YHWH en el Mar Rojo .[17]

## Texto
La siguiente tabla muestra el texto hebreo del salmo con vocales, junto con el texto en griego koiné texto en la Septuaginta y la traducción al español de la Biblia del Rey Jacobo. Tenga en cuenta que el significado puede diferir ligeramente entre estas versiones, ya que la Septuaginta y el texto masorético provienen de tradiciones textuales diferentes. En la Septuaginta, este salmo está numerado como Salmo 76.
| #      | Hebreo                                                        | Español | Griego |
| ------ | ------------------------------------------------------------- | --- | --- |
| [ 21 ] | לַמְנַצֵּ֥חַ עַֽל־[יְדוּת֗וּן] (ידיתון) לְאָסָ֥ף מִזְמֽוֹר׃                        | (Al músico principal, a Jeduthun, un Salmo de Asaf.)                                                                       | Εἰς τὸ τέλος, ὑπὲρ ᾿Ιδιθούν· ψαλμὸς τῷ ᾿Ασάφ. -                                                                                     |
| 1      | קוֹלִ֣י אֶל־אֱלֹהִ֣ים וְאֶצְעָ֑קָה קוֹלִ֥י אֶל־אֱ֝לֹהִ֗ים וְהַאֲזִ֥ין אֵלָֽי׃                | Clamé a Dios con mi voz, a Dios con mi voz, y él me escuchó.                                                               | ΦΩΝῌ μου πρὸς Κύριον ἐκέκραξα, φωνῇ μου πρὸς τὸν Θεόν, καὶ προσέσχε μοι.                                                            |
| 2      | בְּי֥וֹם צָרָתִי֮ אֲדֹנָ֢י דָּ֫רָ֥שְׁתִּי יָדִ֤י ׀ לַ֣יְלָה נִ֭גְּרָה וְלֹ֣א תָפ֑וּג מֵאֲנָ֖ה הִנָּחֵ֣ם נַפְשִֽׁי׃ | En el día de mi angustia busqué al Señor; mi dolor se agudizó durante la noche y no cesó; mi alma se negó a ser consolada. | ἐν ἡμέρᾳ θλίψεώς μου τὸν Θεὸν ἐξεζήτησα, ταῖς χερσί μου νυκτὸς ἐναντίον αὐτοῦ, καὶ οὐκ ἠπατήθην· ἀπηνήνατο παρακληθῆναι ἡ ψυχή μου. |
| 3      | אֶזְכְּרָ֣ה אֱלֹהִ֣ים וְאֶהֱמָ֑יָה אָשִׂ֓יחָה ׀ וְתִתְעַטֵּ֖ף רוּחִ֣י סֶֽלָה׃                   | Me acordé de Dios, y me turbó; me quejé, y mi espíritu se abatió. Selah.                                                   | ἐμνήσθην τοῦ Θεοῦ καὶ εὐφράνθην· ἠδολέσχησα, καὶ ὠλιγοψύχησε τὸ πνεῦμά μου. (διάψαλμα).                                             |
| 4      | אָ֭חַזְתָּ שְׁמֻר֣וֹת עֵינָ֑י נִ֝פְעַ֗מְתִּי וְלֹ֣א אֲדַבֵּֽר׃                              | Tú mantienes mis ojos despiertos: estoy tan turbado que no puedo hablar.                                                   | προκατελάβοντο φυλακὰς οἱ ὀφθαλμοί μου, ἐταράχθην καὶ οὐκ ἐλάλησα.                                                                  |
| 5      | חִשַּׁ֣בְתִּי יָמִ֣ים מִקֶּ֑דֶם שְׁ֝נ֗וֹת עוֹלָמִֽים׃                                  | He considerado los días de antaño, los años de la antigüedad.                                                              | διελογισάμην ἡμέρας ἀρχαίας, καὶ ἔτη αἰώνια ἐμνήσθην καὶ ἐμελέτησα·                                                                 |
| 6      | אֶ֥זְכְּרָ֥ה נְגִינָתִ֗י בַּ֫לָּ֥יְלָה עִם־לְבָבִ֥י אָשִׂ֑יחָה וַיְחַפֵּ֥שׂ רוּחִֽי׃                  | Recuerdo mi canto en la noche: hablo con mi corazón, y mi espíritu busca con diligencia.                                   | νυκτὸς μετὰ τῆς καρδίας μου ἠδολέσχουν, καὶ ἔσκαλλε τὸ πνεῦμά μου.                                                                  |
| 7      | הַ֭לְעוֹלָמִים יִזְנַ֥ח ׀ אֲדֹנָ֑י וְלֹא־יֹסִ֖יף לִרְצ֣וֹת עֽוֹד׃                      | ¿Rechazará el Señor para siempre? ¿No volverá a ser favorable?                                                             | μὴ εἰς τοὺς αἰῶνας ἀπώσεται Κύριος καὶ οὐ προσθήσει τοῦ εὐδοκῆσαι ἔτι;                                                              |
| 8      | הֶאָפֵ֣ס לָנֶ֣צַח חַסְדּ֑וֹ גָּ֥מַר אֹ֝֗מֶר לְדֹ֣ר וָדֹֽר׃                               | ¿Se ha acabado para siempre su misericordia? ¿Ha fallado para siempre su promesa?                                          | ἢ εἰς τέλος τὸ ἔλεος αὐτοῦ ἀποκόψει; συνετέλεσε ῥῆμα ἀπὸ γενεᾶς εἰς γενεάν;                                                         |
| 9      | הֲשָׁכַ֣ח חַנּ֣וֹת אֵ֑ל אִם־קָפַ֥ץ בְּ֝אַ֗ף רַחֲמָ֥יו סֶֽלָה׃                            | ¿Se ha olvidado Dios de ser misericordioso? ¿Ha cerrado en su ira su misericordia? Selah.                                  | μὴ ἐπιλήσεται τοῦ οἰκτειρῆσαι ὁ Θεός; ἢ συνέξει ἐν τῇ ὀργῇ αὐτοῦ τοὺς οἰκτιρμοὺς αὐτοῦ; (διάψαλμα).                                 |
| 10     | וָ֭אֹמַר חַלּ֣וֹתִי הִ֑יא שְׁ֝נ֗וֹת יְמִ֣ין עֶלְיֽוֹן׃                               | Y dije: «Esta es mi debilidad, pero recordaré los años de la diestra del Altísimo».                                        | καὶ εἶπα· νῦν ἠρξάμην, αὕτη ἡ ἀλλοίωσις τῆς δεξιᾶς τοῦ ῾Υψίστου.                                                                    |
| 11     | (אזכיר) [אֶזְכּ֥וֹר] מַעַלְלֵי־יָ֑הּ כִּֽי־אֶזְכְּרָ֖ה מִקֶּ֣דֶם פִּלְאֶֽךָ׃                  | Recordaré las obras del Señor: ciertamente recordaré tus maravillas de antaño.                                             | ἐμνήσθην τῶν ἔργων Κυρίου, ὅτι μνησθήσομαι ἀπὸ τῆς ἀρχῆς τῶν θαυμασίων σου                                                          |
| 12     | וְהָגִ֥יתִי בְכׇל־פׇּעֳלֶ֑ךָ וּֽבַעֲלִ֖ילוֹתֶ֣יךָ אָשִֽׂיחָה׃                             | Meditaré también en todas tus obras y hablaré de tus hazañas.                                                              | καὶ μελετήσω ἐν πᾶσι τοῖς ἔργοις σου καὶ ἐν τοῖς ἐπιτηδεύμασί σου ἀδολεσχήσω.                                                       |
| 13     | אֱ֭לֹהִים בַּקֹּ֣דֶשׁ דַּרְכֶּ֑ךָ מִי־אֵ֥ל גָּ֝ד֗וֹל כֵּאלֹהִֽים׃                            | Tu camino, oh Dios, está en el santuario: ¿quién es tan grande como nuestro Dios?                                          | ὁ Θεός, ἐν τῷ ἁγίῳ ἡ ὁδός σου· τίς Θεὸς μέγας ὡς ὁ Θεὸς ἡμῶν;                                                                       |
| 14     | אַתָּ֣ה הָ֭אֵל עֹ֣שֵׂה פֶ֑לֶא הוֹדַ֖עְתָּ בָעַמִּ֣ים עֻזֶּֽךָ׃                              | Tú eres el Dios que hace maravillas; has manifestado tu poder entre los pueblos.                                           | σὺ εἶ ὁ Θεὸς ὁ ποιῶν θαυμάσια, ἐγνώρισας ἐν τοῖς λαοῖς τὴν δύναμίν σου·                                                             |
| 15     | גָּאַ֣לְתָּ בִּזְר֣וֹעַ עַמֶּ֑ךָ בְּנֵֽי־יַעֲקֹ֖ב וְיוֹסֵ֣ף סֶֽלָה׃                            | Con tu brazo has redimido a tu pueblo, a los hijos de Jacob y de José. Selah.                                              | ἐλυτρώσω ἐν τῷ βραχίονί σου τὸν λαόν σου, τοὺς υἱοὺς ᾿Ιακὼβ καὶ ᾿Ιωσήφ. (διάψαλμα).                                                 |
| 16     | רָ֘א֤וּךָ מַּ֨יִם ׀ אֱֽלֹהִ֗ים רָא֣וּךָ מַּ֣יִם יָחִ֑ילוּ אַ֝֗ף יִרְגְּז֥וּ תְהֹמֽוֹת׃               | Las aguas te vieron, oh Dios, las aguas te vieron; se asustaron; también se agitaron las profundidades.                    | εἴδοσάν σε ὕδατα, ὁ Θεός, εἴδοσάν σε ὕδατα καὶ ἐφοβήθησαν, ἐταράχθησαν ἄβυσσοι,                                                     |
| 17     | זֹ֤רְמוּ מַ֨יִם ׀ עָב֗וֹת ק֭וֹל נָֽתְנ֣וּ שְׁחָקִ֑ים אַף־חֲ֝צָצֶ֗יךָ יִתְהַלָּֽכוּ׃               | Las nubes derramaron agua; los cielos enviaron un sonido; tus flechas también salieron al extranjero.                      | πλῆθος ἤχους ὑδάτων, φωνὴν ἔδωκαν αἱ νεφέλαι, καὶ γὰρ τὰ βέλη σου διαπορεύονται·                                                    |
| 18     | ק֤וֹל רַֽעַמְךָ֨ ׀ בַּגַּלְגַּ֗ל הֵאִ֣ירוּ בְרָקִ֣ים תֵּבֵ֑ל רָגְזָ֖ה וַתִּרְעַ֣שׁ הָאָֽרֶץ׃             | La voz de tu trueno estaba en el cielo; los relámpagos iluminaban el mundo; la tierra temblaba y se estremecía.            | φωνὴ τῆς βροντῆς σου ἐν τῷ τροχῷ, ἔφαναν αἱ ἀστραπαί σου τῇ οἰκουμένῃ, ἐσαλεύθη καὶ ἔντρομος ἐγενήθη ἡ γῆ.                          |
| 19     | בַּיָּ֤ם דַּרְכֶּ֗ךָ (ושביליך) [וּֽ֭שְׁבִילְךָ] בְּמַ֣יִם רַבִּ֑ים וְ֝עִקְּבוֹתֶ֗יךָ לֹ֣א נֹדָֽעוּ׃       | Tu camino está en el mar, y tu senda en las grandes aguas, y tus huellas no se conocen.                                    | ἐν τῇ θαλάσσῃ αἱ ὁδοί σου, καὶ αἱ τρίβοι σου ἐν ὕδασι πολλοῖς, καὶ τὰ ἴχνη σου οὐ γνωσθήσονται.                                     |
| 20     | נָחִ֣יתָ כַצֹּ֣אן עַמֶּ֑ךָ בְּֽיַד־מֹשֶׁ֥ה וְאַהֲרֹֽן׃                                  | Guiaste a tu pueblo como a un rebaño por mano de Moisés y Aarón.                                                           | ὡδήγησας ὡς πρόβατα τὸν λαόν σου ἐν χειρὶ Μωϋσῆ καὶ ᾿Ααρών.                                                                         |

## Comentarios

### De la iglesia católica

#### A todo el salmo
Reaparecen los interrogantes del justo afligido, presentes ya al inicio de la tercera parte del Salterio y en los salmos de Asaf. En este caso, sin embargo, la oración parte de una confianza persistente en medio de la prueba, no de la duda sobre el abandono divino. La seguridad del salmista se apoya en acciones concretas de Dios: la creación (Salmo 74,13-17), su palabra (Salmo 75,3-6), la liberación de Jerusalén (Salmo 76,4-7) y, ahora, la salida de Egipto (Salmo 77,15-21). Estos recuerdos sostienen su fe.
La oración, anticipada en el versículo 2, se desarrolla en dos partes: primero, la búsqueda nocturna de Dios en el dolor (vv. 2-11); luego, el reconocimiento de sus obras salvíficas (vv. 12-21). En la primera parte se expresa el sufrimiento (vv. 3-5) y la sensación de olvido por parte de Dios (vv. 6-11). En la segunda, se proclama su santidad (vv. 12-14) y su poder salvífico manifestado en la historia y la naturaleza (vv. 15-21). El reconocimiento del camino santo de Dios (v. 14) anticipa la oración de Jesús en Getsemaní, al someterse a la voluntad del Padre (Lc 22,42), y se refleja en la oración cristiana que pide el cumplimiento de esa voluntad (Mt 6,10). La fuerza divina revelada en el Éxodo encuentra su plenitud en la resurrección de Cristo.

#### A los versículos 1-11
«Clamar» denota aquí la intensidad de una súplica nacida de la angustia. La oración se abre con la certeza de que Dios escucha. La aflicción del salmista no es ajena a Dios; es Él quien sostiene su vigilia, como se observa también en Salmo 39. El sufrimiento impulsa una búsqueda más profunda de la voluntad divina (vv. 6-7), aunque sin recibir respuesta inmediata (vv. 8-11). La tribulación no se centra tanto en el dolor personal como en el destino del pueblo, que aparece como la preocupación central del orante.
El versículo 11, tradicionalmente traducido como «Éste es mi tormento», puede leerse también, según la versión de los Setenta y la Vulgata, como «Ahora comienzo». Esta variante ofrece una clave interpretativa distinta: sugiere un giro interior del salmista, que, pese a la ausencia de respuestas, decide renovar su confianza en Dios. Esta actitud configura el horizonte del salmo y orienta su lectura hacia una fe que persevera en medio de la oscuridad.

«Nunc coepi —¡Ahora comienzo!: es el grito del alma enamorada que, en cada instante, tanto si ha sido fiel, como si le ha faltado generosidad, renueva su deseo de servir —¡de amar!— con lealtad enteriza a nuestro Dios.

«Di despacio, con ánimo sincero: nunc coepi —Ahora comienzo. No te desanimes si, desgraciadamente, no ves en ti la mudanza, efecto de la diestra del Señor…: desde la bajeza tuya, puedes gritar: ¡ayúdame, Jesús mío, porque quiero cumplir tu Voluntad…, tu amabilísima Voluntad.

#### A los versículos 12-21
La reacción del salmista surge del recuerdo meditado de las acciones de Dios, lo que conduce a la aceptación de sus designios. Se ofrece una interpretación teológica y épica de los acontecimientos del Mar Rojo, el monte Sinaí y la liberación del pueblo elegido. La expresión «hijos de Jacob y de José» (v. 16), única en todo el Salterio, designa al conjunto del pueblo de Israel. El nuevo pueblo de Dios, la Iglesia, reconoce que su guía no es Moisés ni Aarón hacia una tierra prometida terrenal, sino Cristo, que conduce a la patria definitiva del cielo.

Nos hemos convertido, por tanto, en pueblo adquirido por Dios en virtud de la sangre de nuestro Redentor, como en otro tiempo el pueblo de Israel fue redimido de Egipto por la sangre del cordero. Porque así como los que fueron liberados por Moisés de la esclavitud egipcia cantaron al Señor un canto triunfal después que pasaron el Mar Rojo, y el ejército del Faraón se hundió bajo las aguas, así también nosotros, después de haber recibido en el bautismo la remisión de los pecados, hemos de dar gracias por estos beneficios celestiales. En efecto, los egipcios, que afligían al pueblo de Dios, y que por eso eran como un símbolo de las tinieblas y aflicción, representan adecuadamente los pecados que nos perseguían, pero que quedan borrados en el bautismo. La liberación de los hijos de Israel, lo mismo que su marcha hacia la patria prometida, representa también adecuadamente el misterio de nuestra redención: caminamos hacia la luz de la morada celestial, iluminados y guiados por la gracia de Cristo. Esta luz de la gracia quedó prefigurada también por la nube y la columna de fuego; la misma que los defendió, durante todo su viaje, de las tinieblas de la noche, y los condujo, por un sendero inefable, hasta la patria prometida.

## Numeración de versículos
En la Biblia de Indonesia, este salmo consta de 21 versículos, de los cuales el versículo 1 es la introducción "Para el líder del coro. Según: Jedutún. Salmo de Asaf". ( Nueva traducción de la Sociedad Bíblica de Indonesia ). En la Biblia en inglés, a esta oración introductoria no se le asigna un número de versículo, por lo que solo hay 20 versículos en total, donde el versículo 1 en inglés es el mismo que el versículo 2 en indonesio y así sucesivamente.

## La teología del salmo
El salmo se puede dividir en tres partes. Son lamentaciones (77,2-5), súplica ante la derrota (77,6-11) y confesión de confianza en Dios (77,12-21). El tema lírico de la primera parte está lleno de dudas y añoranza por el pasado, sumido en la crisis. En la segunda parte, hace varias preguntas para ayudarlo a salir de problemas y ponerlo en el camino correcto. La tercera parte es el clímax, se refiere a la creación del mundo y el éxodo de los israelitas de Egipto , presentando el significado profundo de la presencia y el rescate de Dios en la vida humana . Estos eventos le recuerdan al salmista que Dios obra sin dejar rastro. Esto da esperanza de rescate en la situación actual, pero debes confiar en que Dios está obrando  .

## Interpretaciones
Desde una perspectiva protestante evangélica, Charles Spurgeon consideró el salmo como las palabras de un solo individuo, en contraste con otros que lo habían interpretado como la representación de la voz de la nación: "Destruye por completo toda la belleza, toda la ternura y la profundidad del sentimiento. en la primera parte, si suponemos que la gente se presenta hablando en primera persona ".  Juan Calvino observó paralelismos con cierta otra poesía bíblica, como el Salmo 118: 18 y el himno en el capítulo final de Habacuc : según  Juan Calvino, los tres comparten el tema común de tomar conciencia de la liberación divina final de terrores aparentemente intratables.

## Usos

### Judaísmo
El Salmo 77 se recita junto con la parashá HaChodesh y se recita del tercer al sexto día de Sucot .
El Salmo 77 es uno de los diez Salmos del Tikkun HaKlali de Rabbe Najman de Breslov .

### Música
La canción holandesa de Peter van Essen, In het diepst van de nacht está basada en el Salmo 77.